# Владица Симић
Владица Симић (Књажевац, 1964) српски је биолог, професор на Природно-математичком факултету Универзитета у Крагујевцу, Институту за биологију и екологију. Научне области којима се бави су екологија, биогеографија и заштита животне средине. Оснивач је и руководилац Акваријума Крагујевац, првог јавног акваријума у Србији.

## Академска каријера
Владица Симић дипломирао је биологију 1989. године на Природно-математичком факултеу у Крагујевцу. Године 1993. магистрирао је на Биолошком факултету Универзитета у Београду, на коме је и докторирао 1996. године, са докторском дисертацијом под називом „Могућности еколошког мониторинга речних екосистема Србије на основу макрозообентоса”.

## Педагошки рад
Педагошки рад Симић започиње одмах након студија, када 1990. године почиње да ради као наставник биологије у Књажевачкој гимназији. Од 1994. почиње да ради Природно-математичком факултету у Крагујевцу, где је 2010. године изабран за ванредног, а 2015. и за редовног професора.

## Научно–истраживачки рад
Владица Симић бави се научно-истраживачким радом из области Екологије, биогеографије и заштите животне средине. Посебан допринос даје у развоју нове методе за еколошки мониторинг копнених вода и новог модела за процену приоритета конзервације угрожених врста макробескичмењака, декаподних ракова и риба. Његови научни резултати налазе практичну примену како у еколошком мониторингу вода, тако и у конзервацији и одрживом коришћењу рибљег фонда. Учествовао је у многим националним и међународним пројектима.
Оснивач је и руководилац Акваријума Крагујевац, пуног назива Центар за рибарство и конзервацију биодиверзитета копнених вода, првог јавног акваријума у Србији. Један је од аутора концепт дизајна Акваријума Бока, првог јавног акваријума у Црној Гори, отвореног при Институту за биологију мора Универзитета Црне Горе.
Објављује своје радове у многим стручним часописима, какви су Заштита природе, Екологија и Ихтиологија.
- Акваријум Крагујевац